# Thangool
Thangool är en ort i Australien. Den ligger i kommunen Banana och delstaten Queensland, omkring 410 kilometer nordväst om delstatshuvudstaden Brisbane. Antalet invånare är 545.
Trakten runt Thangool är nära nog obefolkad, med mindre än två invånare per kvadratkilometer.. Närmaste större samhälle är Biloela, omkring 12 kilometer nordväst om Thangool.
I omgivningarna runt Thangool växer huvudsakligen savannskog.  Genomsnittlig årsnederbörd är 971 millimeter. Den regnigaste månaden är januari, med i genomsnitt 210 mm nederbörd, och den torraste är juli, med 25 mm nederbörd.